# Paragem de São Sebastião

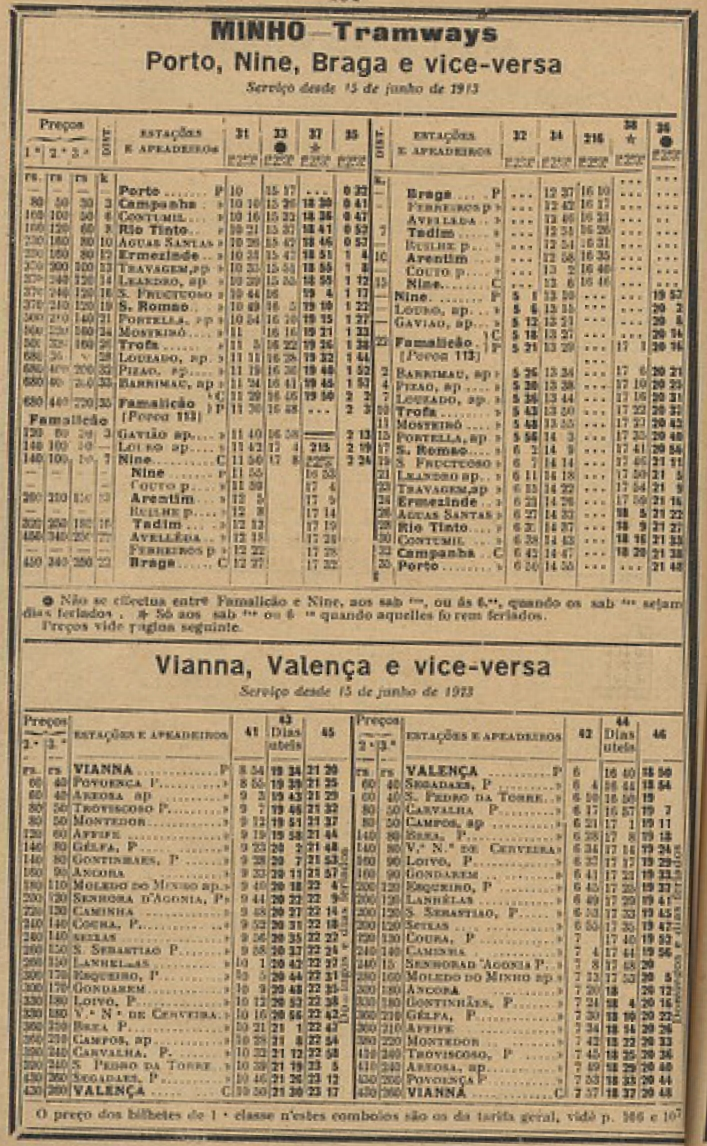
Horários de 1913, onde São Sebastião surge com a categoria de paragem.

A Paragem de São Sebastião foi uma gare da Linha do Minho, que servia o lugar de São Sebastião, no concelho de Caminha, em Portugal.

## História
A Paragem de São Sebastião fazia parte do lanço da Linha do Minho entre Caminha e São Pedro da Torre, que entrou ao serviço em 15 de Janeiro de 1879.
Em Junho de 1913, a Paragem de São Sebastião era servida pelos comboios tramways entre Viana do Castelo e Valença.